# Пролетарська (станція метро, Москва)
«Пролетарська» (рос. Пролетарская) — станція Тагансько-Краснопресненської лінії Московського метрополітену, розташована між станціями «Таганська» і «Волгоградський проспект», на території Таганського району Центрального адміністративного округу.
Відкрита 31 грудня 1966 року у складі черги «Таганська» — «Вихіно» (Жданівський радіус). Названа за однойменним районом Москви (нині скасованому).

## Вестибюлі й пересадки
«Пролетарська» — єдина в Москві станція з трьома підземними вестибюлями. Один з них, вихід до якого розташований в центрі залу, є сполученим із станцією Люблінсько-Дмитрівської лінії «Крестьянська застава», через нього здійснюється пересадка. Цей перехід з'явився пізніше (23 липня 1997 року), ніж відкрилася станція «Крестьянська застава» (28 грудня 1995 року). Два інших вестибюлі, виходи до яких знаходяться в торцях станції, ведуть в підземні переходи під площею Крестьянської застави і під 3-м Крутицьким провулком. До всіх вестибюлів ведуть сходи, ескалаторів на станції немає.

## Технічна характеристика
Конструкція станції — колонна трипрогінна мілкого закладення (глибина закладення — 9 м). Станція споруджена за типовим проектом (так звана «сороконіжка») зі збірних залізобетонних конструкцій.
На «Пролетарській» 2 ряди по 40 колон, таким чином, крок колон становить 4 метри. Пасажиропотік за вестибюлями становив 61860 осіб на добу (2002 рік), а пересадний пасажиропотік на Люблінську лінію становив 120 300 осіб на добу (1999 рік).

## Оздоблення
Колони станції оздобленні білим мармуром; їх верхні частини облямовані смугою жовтого кольору і розширюються, імітуючи капітелі. Підлога станції викладена сірим гранітом і лабрадоритом. Оздоблення колійних стін — білі й жовті алюмінієві панелі вгорі та чорна глазурована керамічна плитка внизу, стіни прикрашені жовтими вставками з алюмінієвими зображеннями серпа і молота, назва станції також розміщено на вставках жовтого кольору. До березня 2012 колійні стіни були оздоблені глазурованою керамічною плиткою. Зміна покриття колійних стін була завершена до середини червня; подібна реконструкція була проведена також на станціях «Кузьминки», «Академічна», «Преображенська площа» і «Щолківська». Світильники приховані у ребристій стелі станції.

## Пересадки
- Метростанцію  Крестьянська застава
- Автобуси: е80, 766, с835, 984, т27, н5, П46
- Трамваї: 3, 12, 38, 39, 43